# 慈尊寺
慈尊寺，俗称十八狱庙，位于北京市朝阳区朝阳门外大街南侧、芳草地西街北口东侧，是一座汉传佛教寺院。现已无存。

## 简介
《北京寺庙历史资料》1936年北平寺庙登记中记载：“慈尊十八狱庙，东郊二分署朝阳门外大街路南130号”，建于“清雍正年间，私庙，面积4.4亩，房79.5间、土地2.9亩上建民房38间。菩萨像86尊、配像312尊、铁香炉69个、铁鼎炉3个，铁香池一个、铁磬9个、锡海灯6盏、铁蜡扦10对、燎炉一座。”
1935年出版的《北平旅行指南》记载：“九天宫对面有庙曰十八狱，内有阎罗殿，神像威严可畏，十八狱塑像亦均惊惨动人。此外尚有孟婆舍汤、目莲救母、转轮城等塑像。悉已毁坏，不能成形，良可惜也。”
1950年6月14日，位于朝阳门外大街117号的辅华合记矿药厂发生火药爆炸，造成大量人员伤亡，周边房屋受到严重摧毁。慈尊寺也在此次爆炸中受到严重损毁。1955年，该寺被拆除，改建为朝阳区工人俱乐部。改革开放以后，工人俱乐部迁往朝阳区十里堡，此处盖楼，后来成为“百脑汇”。
该寺斜对面西北方为九天普化宫（简称“九天宫”）。九天宫与十八狱庙（慈尊寺）正好形成天堂与地狱的对比。两庙的庙会与东岳庙庙会相呼应。